# Claude Ménard
Pour les articles homonymes, voir Ménard et Claude Ménard (historien).
Claude Ménard, né le 14 novembre 1906 à Montrésor et mort le 2 septembre 1980 à Amboise, est un athlète français spécialiste du saut en hauteur. Il est fait chevalier de la Légion d'honneur.

## Palmarès
- Médaille de bronze aux Jeux olympiques d'été de 1928, avec un saut à 1,91 mètre.
- Champion de France en 1926, 1928, 1929 et 1930[3].

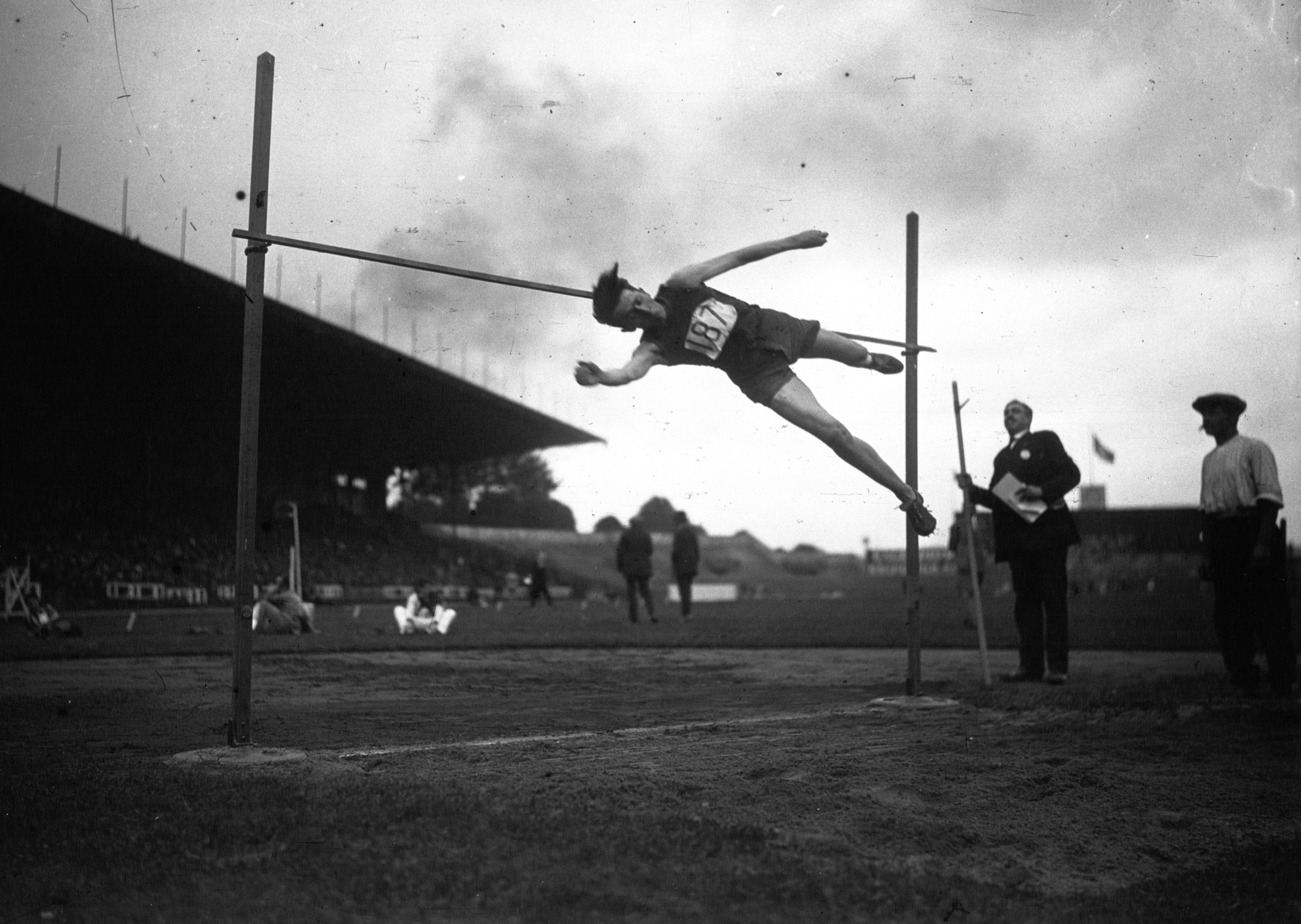
Ménard en action, au championnat de France 1926.

- Finaliste olympique en 1932.